# نازایی
سِتَروَنی (انگلیسی: Sterility) یا نازایی یا عقیمی، ناتوانی فیزیولوژیک برای تولید مثل جنسی در موجود زنده و برای موجوداتی است که از طریق تولید مثل متولد شده‌اند. نازایی علل مختلف و گسترده‌ای دارد. ممکن است در اثر وراثت به‌وجود آید، مانند استر و ممکن است در اثر شرایط محیطی مانند جراحت فیزیکی، بیماری یا قرار گرفتن در معرض پرتو ایجاد شود.

## یادداشت
1. ↑  واژه‌های مصوب فرهنگستان زبان وادب فارسی. معنی ترکیبی این لغت «اَستَرمانند» است چه سَتَر بمعنی اَستَر (قاطر)، و ون به معنی شبه و مانند باشد و چون قاطر نمی‌زاید (بلکه پیدایش او از خر نر و اسب ماده است) او را به این اعتبار بدین نام خوانده‌اند.

## مشکلاتی که ممکن است در طول نازایی مردان رخ دهد
•	شمار اندک اسپرم: شمار اسپرم‌ها  به کمتر از پانرده میلیون عدد برسد.
•	تحرک کم اسپرم: اسپرم به خوبی نمی‌تواند به سمت تخمک حرکت کند.
•	 شکل غیرعادی اسپرم: اسپرم ممکن است، شکل غیرعادی پیدا کند و باعث شود به سختی به سمت تخمک حرکت کند.
این مشکلات می‌توانند در نتیجهی موارد زیر ایجاد شوند:
۱) بیماری: عفونت بیضه، سرطان و...
۲) برافروخته شدن بیضه‌ها: استفاده از سونا، پوشیدن لباس‌های تنگ و کار کردن در محیط‌های بسیار گرم
۳) اختلال در انزال: اگر مجراهای انزال بسته شوند، مایع منی ممکن است به مثانه وارد شود.
۴) عدم توازن هورمونی: به عنوان مثال هیپوگونادیسم می‌تواند منجر به کمبود تستوسترون شود.
۵) فاکتورهای ژنتیکی: اگر مرد دو کروموزوم X و یک کروموزوم Y داشته باشد، نشان دهنده‌ی سندرم کلاین فلتر است که بیضه به طور غیرنرمال رشد کرده و شمار اسپرم کاهش پیدا می‌کند.
۶) اوریون: اگراین بیماری بعد از سن بلوغ رخ دهد، التهاب ناشی از بیضه‌ها می‌تواند در تولید اسپرم اختلال ایجاد کند.
۷) هیپوسپادیاس: مجرای ادراری پایین‌تر از آلت تناسلی قرار می‌گیرد. معمولا این اختلال در دوران نوزادی اصلاح می‌شود، اگر اصلاح نشود، اسپرم به سختی می‌تواند به گردن رحم برسد.
۸) فیبروز سیستیک:  یک بیماری مزمن است که باعث ایجاد موکوز لغزنده می‌شود. این موکوز به طورعمده شش‌ها را تحت تاثیر قرار می‌دهد.
۹) پرتودرمانی: در تولید اسپرم مشکل ایجاد می‌کند. هرچه بیضه‌ها به پرتو نزدیکتر باشند، شدت آسیب بیشتر است.
۱۰) استفاده از سولفاسالازین: این داروی ضدالتهابی به طور معناداری شمار اسپرم را کاهش می‌دهد. این دارو برای بیماری‌های کرون و رماتیسم مفصلی تجویز می‌شود‌. شمار اسپرم اغلب بعد از تمام شدن دوره‌ی مصرف دارو عادی می‌شود.
۱۱) استروئیدهای آنابولیکی: این مواد که بسیار مورد علاقه‌ی ورزشکاران واقع شده است، استفاده‌ی طولانی مدت آن به طور جدی می‌تواند باعث کاهش اسپرم شود.
۱۲) شیمی درمانی: در کاهش تعداد اسپرم دخیل است.
۱۳) استعمال داروهای غیرقانونی، از عوامل دخیل در نازایی می‌توان  به استعمال مکرر ماری جوانا اشاره کرد که باعث کاهش کیفیت مایع منی می‌شود. با این وجود، تا به حال این مکانیسم‌ها شناخته نشده است و هنوز مشخص نیست که ماری جوانا به طور مستقیم بر عملکرد بیضه یا غیرمستقیم از طریق CNS نقش دارد.
۱۴) در معرض مواد شیمیایی قرار گرفتن: حشره کش‌ها به طور بسیار تاثیرگذاری در نازایی نقش دارند.
۱۵) مصرف بیش از اندازه الکل: مصرف متوسط الکل تا به حال گزارش نشده است که در نازایی نقش داشته باشد ولی بر آن‌هایی که شمار اسپرم کمی دارند، ممکنست تاثیرگذار باشد.
۱۶) استرس: استرس به عنوان یک فاکتور می‌تواند باعث کاهش فعالیت جنسی شود. 

## مهم‌ترین علت‌های ایجاد
طبق باورهای اشتباه قدیمی، ناباروری تنها مشکل زنان تلقی می‌شود، این در صورتی است که از هر سه زوجی که به ناباروری مبتلا هستند، یک مشکل به دلیل عدم توانایی مرد در باروری است. طبق تحقیقات بدست امده 40 دردصد ناباوری با عامل مربوط به زنان است، حدود 30 تا 40 درصد موارد به مردان بستگی دارد و 20 تا 30 درصد موراد نیز ناباروری غیر قابل تشخیص است.
ناباروری زمانی است که بعد از شش ماه تا یک سال رابطه جنسی محافظت نشده و منظم ، بسته به سن افراد ، نمی توانید باردار شوید. علامت اصلی ناباروری عدم توانایی باردار شدن بعد از برقراری رابطه جنسی محافظت نشده به مدت طولانی است. ممکن است این مشکل به دلیل یک بیماری رخ داده باشد، بنابراین در این صورت شما علائم دیگری نیز ممکن است داشته باشید.
لقاح داخل رحمی یا IUI (مخفف Intrauterine Insemination) یکی از روش های کم تهاجمی و کم هزینه برای درمان ناباروری به شمار میرود. در این روش، اسپرم های شسته شده و آماده شده، در زمان مناسب تخمک گذاری، مستقیما به داخل رحم تزریق می شوند.
این فرآیند بدون نیاز به بیهوشی و در مدت زمان کوتاهی انجام میشود. آی یو آی یا همان IUI به ویژه برای زوج هایی با ناباروری با علت نامشخص، مشکلات تخمک گذاری مثل سندرم تخمدان پلی کیستیک PCOS یا کیفیت پایین اسپرم توصیه می شود.
علائم همچنین می تواند به علت ناباروری بستگی داشته باشد. بسیاری از شرایط سلامتی می تواند بارداری را دشوار کند. گاهی هیچ علتی پیدا نمی شود.